# Tweeter and the Monkey Man
Tweeter and the Monkey Man är en sång av den brittisk/amerikanska supergruppen Traveling Wilburys, som först utkom på deras debutalbum Traveling Wilburys Vol. 1. Låten är skriven av alla fem bandmedlemmarna: George Harrison, Jeff Lynne, Roy Orbison, Tom Petty och Bob Dylan.

## Bakgrund
Officiellt så står alla bandmedlemmar som låtskrivare till låten, men låten är publicerad av Bob Dylans förlag Special Rider Music, vilket indikerar att huvudskribenten är Dylan, som också sjunger leadsång på låten. Detta motsägs delvis av George Harrison i dokumentären The True History of the Traveling Wilburys.
Endast Dylan, Harrison, Petty och Lynne deltog i inspelningen av sången. Detta är den enda låten på debutalbumet Traveling Wilburys Vol. 1 som Roy Orbison varken sjunger lead- eller körsång på. Dylan sjunger leadsång i låtens verser, medan resten av gruppen (förutom Orbison), sjunger körsång på refrängerna. Låten innehåller fem verser och låtens längd på 5 minuter och 27 sekunder gör låten till den längsta Traveling Wilburys låt som spelats in.

## Innehåll i komposition och text
Låten betraktas ibland som en lekfull hyllning till olika låtar av Bruce Springsteen, som ofta hyllades som "nästa Dylan" tidigt i sin karriär. Texten innehåller titlarna i många låtar av Springsteen, och låten lånar många av Springsteens teman. Låten utspelas i New Jersey, Springsteens hemstat och platsen där många av Springsteens egna låtar utspelas. Platser som Rahwayfängelset (Rahway prison) och Jersey City nämns med namn. Referenser till sångtitlar inkluderar: "Stolen Car", "Mansion on the Hill", "Thunder Road", "State Trooper", "Factory", "The River", samt en sång som blev populär av Springsteen men skriven av Tom Waits, "Jersey Girl".
Låten berättar historien om två droghandlare - Tweeter och Monkeyman - deras nemesis, "Undercover Cop", och polisens syster Jan, som har ett långvarigt kärleksintresse för Monkeyman. Några textrader syftar på att Tweeter var en transperson, till exempel: "Tweeter was a boy scout / before she went to Vietnam ..."
Senare i sången, citeras Jan som säger om Tweeter: "I knew him long before he ever became a Jersey girl."